# Ivan Slišković
Ivan Slišković (Split, 23 de octubre de 1991) es un jugador de balonmano croata que juega de lateral izquierdo en el Olympiacos. Es internacional con la selección de balonmano de Croacia.
Con la selección ganó la medalla de bronce en el Campeonato Europeo de Balonmano Masculino de 2016.

## Palmarés

### Celje
- Liga de balonmano de Eslovenia (2): 2014, 2015
- Copa de Eslovenia de balonmano (2): 2014, 2015

### Veszprém
- Liga húngara de balonmano (2): 2016, 2017
- Copa de Hungría de balonmano (2): 2016, 2017

### Celje
- Liga de balonmano de Eslovenia (1): 2018
- Copa de Eslovenia de balonmano (1): 2018

### Oporto
- Liga de Portugal de balonmano (2): 2021, 2022
- Copa de Portugal de balonmano (1): 2021

### Olympiacos
- Liga de Grecia de balonmano (1): 2024

## Clubes
- RK Nexe Našice (2011-2013)
- RK Celje (2013-2015)
- Al-Ahly (2015)
- MKB Veszprém (2015-2017)
- RK Celje (2017-2018)
- Frisch Auf Göppingen (2018-2020)
- FC Oporto (2020-2022)
- TVB 1898 Stuttgart (2022-2023)
- Olympiacos (2023- )